# Napravni pogonitelj
Napravni pogonitelj (eng. device driver), ili češće samo pogonitelj (eng. driver), ili upravljački program, program kojim se računalo služi u nadzoru perifernih uređaja, primjerice, skenera, pisača ili pogon zamjenjivog medija.
Računalni je program koji omogućava komunikaciju između operativnog sustava i uređaja povezanog s računalom. Zbog svoje funkcije upravljački programi su specifični za uređaj i pišu se namjenski za određeni operativni sustav. Kada operativni sustav želi komunicirati s uređajem, on šalje naredbu upravljačkom programu koji ju obrađuje i prosljeđuje uređaju. Kada uređaj treba komunicirati s operativnim sustavom, podatke šalje upravljačkom programu koji ih prosljeđuje operativnom sustavu.
Upravljački programi pojednostavnjuju programiranje jer služe kao apstrakcijski sloj između uređaja i operativnog sustava. Programski kod aplikacije može se pisati neovisno o hardveru koji će koristiti te se u njemu mogu koristiti opće naredbe. Upravljački program će prihvatiti opće naredbe i pretvoriti ih u jednostavnije naredbe koje uređaj zna obraditi.
Pisanje upravljačkih programa zahtijeva iznimno dobro poznavanje konstrukcije uređaja ali i operativnog sustava kojem je upravljački program namijenjen. Upravljački programi izvršavaju se u posebnom režimu i izravno pristupaju uređajima pa mogu izazvati velike probleme ako ne funkcioniraju pravilno. Zbog toga ih najčešće pišu programeri zaposleni u tvrtkama koje razvijaju hardver. Oni imaju izravan pristup informacijama o konstrukciji uređaja te na raspolaganju stručne timove suradnika.
Upravljački programi u pravilu se isporučuju na CD ili DVD mediju koji se nalazi u kutiji s uređajem. Neki operativni sustavi, primjerice Windows ili Mac OS X, sadrže veliku bazu upravljačkih programa za brojne uređaje, koji se također mogu koristiti - u nekim situacijama, operativni sustav će automatski instalirati upravljački program iz svoje baze čim prepozna novi uređaj. Ipak, preporučuje se da korisnik preuzme najnoviju inačicu upravljačkog programa s Web stranica proizvođača uređaja. Time će osigurati najstabiliniji rad i najbolje performanse. Budući da se upravljački programi stalno unaprjeđuju, preporučuje se periodično preuzimanje i instaliranje najnovijih verzija. 

## Vanjske poveznice
- Ogromna kolekcija upravljačkih programa za brojne uređaje
- Diskusijski forum o upravljačkim programima  Arhivirana inačica izvorne stranice od 27. siječnja 2019. (Wayback Machine)